# Alexandre Melnik (politologue)
Pour les articles homonymes, voir Alexandre Melnik et Melnik.
 (février 2025).
Motif : que des sources primaires :sites de ses employeurs et une notice BNF, ou sont les sources secondaires centrées sur cette personne qui démontreraient son admissibilité ? En rajoutant que cette page a fait l'objet de nombreuses modifications de proches de l'intéressé
- Archive Wikiwix
- Bing
- Cairn
- DuckDuckGo
- E. Universalis
- Gallica
- Google
- G. Books
- G. News
- G. Scholar
- Persée
- Qwant
- (zh) Baidu
- (ru) Yandex
- (wd) trouver des œuvres sur Wikidata

| 1. | Préciser le motif de la pose du bandeau. | Précisez le motif de la pose du bandeau en utilisant la syntaxe suivante : {{admissibilité à vérifier\|date=juin 2025\|motif=remplacez ce texte par le motif}}                                      |
| 2. | Informer les utilisateurs concernés.     | Pensez à avertir le créateur de l'article, par exemple, en insérant le code ci-dessous sur sa page de discussion : {{subst:avertissement admissibilité à vérifier\|Alexandre Melnik (politologue)}} |

 (mai 2014).
Alexandre Melnik, né le 15 janvier 1958 à Moscou, est un ancien diplomate soviétique, devenu enseignant en géopolitique.
Depuis l'invasion de l'Ukraine par la Russie en février 2022, il collabore régulièrement à la chaîne de télévision LCI.